# Jean Zacharie Mesclop
Jean Zacharie Mesclop, född 2 oktober 1775, död 14 februari 1844, var en fransk militär (general).